# Tupilați (okręg Vaslui)
Tupilați – wieś w Rumunii, w okręgu Vaslui, w gminie Găgești. W 2011 roku liczyła 346 mieszkańców.